# Sebastiano Timpanaro
Sebastiano Timpanaro  (* 5. September 1923 in Parma; † 26. November 2000 in Florenz) war ein italienischer Klassischer Philologe, Essayist, Literaturkritiker und engagierter Marxist.

## Leben
Timpanaro entstammte einem intellektuellen und engagierten Elternhaus. Sein Vater war der Physiker und Wissenschaftshistoriker Sebastiano Timpanaro Senior (1888–1949), der als Lehrer und Direktor der Domus Galilaeana in Pisa tätig war, seine Mutter die Historikerin der antiken Wissenschaften Maria Timpanaro Cardini (1890–1978). Er studierte Klassische Philologie in Florenz und war dort Schüler des berühmten Altphilologen Giorgio Pasquali. Ebenso prägend wurde für ihn Eduard Fraenkel, der nach Pasqualis Tod mehrere Jahre lang Gastseminare an der Scuola Normale abhielt. Sein philosophischer Mentor war in dieser Zeit Galvano della Volpe. Nach dem Studium arbeitete er zunächst als Lehrer an berufsvorbereitenden Schulen der Provinz Pisa, dann von 1960 bis 1983 als Korrektor für den damaligen Florentiner Verlag La Nuova Italia. Eine Karriere in der akademischen Lehre lehnte er, offenbar persönlichkeitsbedingt, ab, entfaltete jedoch eine reiche wissenschaftliche Aktivität. Politisch aktiv war Timpanaro in verschiedenen Gruppierungen der italienischen Linken (PSI, PSIUP und PdUP).
Timpanaro war unter anderem Mitglied der Accademia Nazionale dei Lincei und Fellow der British Academy. Im Jahr 1995 erhielt er den angesehenen Premio Feltrinelli für filologia e linguistica.
Timpanaro war mit Maria Augusta Timpanaro Morelli verheiratet.

## Werk
Timpanaro veröffentlichte zahlreiche Arbeiten zur lateinischen und griechischen Philologie und Philologiegeschichte, zur Verbindung des Marxismus mit dem Materialismus der Aufklärung und zur Kritik der Freudschen Psychoanalyse. Durch seine politischen Schriften nahm er ebenso Einfluss auf die politische Linke wie durch sein Engagement in der politischen Landschaft Italiens.
Klassische Philologie
In seiner philologischen Arbeit beschäftigte sich Timpanaro mit der mikrophilologischen Kritik und Exegese antiker lateinischer, aber auch griechischer Texte und ihrer Überlieferung. Seine Forschungen fanden ihren Ausdruck in zahlreichen Artikeln, Notizen und Miszellen, welche er in zwei Bänden zusammenfasste. In diesem Rahmen setzte sich Timpanaro auch mit der Sprachwissenschaft auseinander. In engem Zusammenhang mit seiner philologischen Tätigkeit stand sein Interesse an der Geschichte der Klassischen Philologie, das von seinem Lehrer Giorgio Pasquali genährt worden war. Unter den lateinischen Autoren hat sich Timpanaro insbesondere Vergil und der antiken Vergilphilologie sowie Ennius gewidmet. In seiner philologiegeschichtlichen Arbeit Die Entstehung der Lachmannschen Methode untersucht Timpanaro die vielfältigen Ausgangspunkte, die Karl Lachmann zu der nach ihm benannten und seither revidierten, aber in ihren Grundzügen immer noch angewandten Methode der kritischen Erarbeitung eines antiken Texts systematisch zusammengefügt hatte.
Aufklärung und Italienische Literatur des 19. Jahrhunderts
Am materialistisch-pessimistischen Denken des Giacomo Leopardi schätzte Timpanaro die Fruchtbarkeit der klassisch-aufklärerischen Tradition, die dem Rationalismus des 18. Jahrhunderts verbunden bleibt und sich gegen die Spiritualität und Religiosität der Romantiker wendet. Timpanaros Interesse an der Aufklärung zeigte sich auch in einer italienischen Übersetzung der anonym veröffentlichten Schrift Le Bon Sens des Baron d'Holbach. In einem Aufsatz aus dem Jahr 1980 mit dem Titel Di alcune falsificazioni di scritti leopardiani wies Timpanaro nach, dass die drei Skizzen zu Leopardis Canto L'Infinito, die von Francesco Flora in den Gesammelten Werken veröffentlicht worden waren, Fälschungen sind.
Materialismus und Marxismus
Innerhalb der Strömungen des Marxismus positionierte Timpanaro sich als marxistischer Humanist. Er vertrat die Ansicht, dass der Materialismus als grundlegendes Element des Marxismus von großer Bedeutung sei, betonte jedoch im Anschluss an Leopardi die Naturbedingtheit der conditio humana im Gegensatz zur Theorie einer rein gesellschaftlichen Bedingtheit. Die fünf Aufsätze, die in seiner Schrift Sul materialismo zusammengefasst sind, gelten als bedeutende Stellungnahme auf diesem Feld.
Kritik der Psychoanalyse
In seinem Buch über die sogenannte Freudsche Fehlleistung zeigt Timpanaro überzeugend auf, dass die Versprecher, die Sigmund Freud in seiner Schrift Zur Psychopathologie des Alltagslebens (1901) im Anschluss an Rudolf Meringers psycholinguistische Studie Versprechen und Verlesen (1895) zusammenstellt und psychoanalytisch interpretiert, sich auch durch die typischen Fehler, die sich während des Abschreibprozesses in der handschriftlichen Überlieferung antiker Texte immer wieder einstellen, erklären lassen.

## Schriften (Auswahl)
Ein vollständiges Schriftenverzeichnis ist erstellt von Michele Feo: L’opera di Sebastiano Timpanaro (1923–2000). In: Riccardo Di Donato (Hrsg.), Il filologo materialista. Studi per Sebastiano Timpanaro. Scuola Normale Superiore, Pisa 2003, S. 191–283. Auch selbständig: Il Ponte, Florenz 2001.
Schriften zur antiken Literatur und zur Klassischen Philologie
- Nozioni elementari di prosodia e di metrica latina per la scuola media. G. D'Anna, Florenz 1953.
- Angelo Mai. G. D'Anna, Messina, Florenz 1956.
- La genesi del metodo del Lachmann. Le Monnier, Florenz, 1963; nuova edizione riveduta e ampliata, Liviana, Padua 1981; korrigierter Nachdruck 1985; verschiedene Nachdrucke, etwa: UTET, Turin 2004.
  - Deutsche Übersetzung: Die Entstehung der Lachmannschen Methode. Zweite, erweiterte und überarbeitete Auflage. Autorisierte Übertragung aus dem Italienischen von Dieter Irmer. Buske, Hamburg 1971. (Für die deutsche Ausgabe vom Verfasser erweitert und überarbeitet)
  - Englische Übersetzung: The genesis of Lachmann’s method. Edited and translated by Glenn W. Most. University of Chicago Press, Chicago 2005. (Diese nunmehr maßgebliche Ausgabe hat die deutsche Übersetzung überholt.[5]) Digitalisat
  - Französische Übersetzung: La Genèse de la méthode de Lachmann. Traduction française par Aude Cohen-Skalli et Alain Segonds. Les Belles Lettres, Paris 2016.
- Ricordo di Nicola Terzaghi. Tipografia moderna, La Spezia 1966.
- Contributi di filologia e di storia della lingua latina. Edizioni dell'Ateneo & Bizzarri, Rom 1978.
- Per la storia della filologia virgiliana antica. Salerno, Rom 1986, 2002, ISBN 88-85026-81-8.
- Scevola Mariotti, in: Belfagor 48, 1993, S. 271–326.
- Nuovi contributi di filologia e storia della lingua latina. Pàtron, Bologna 1994.
- Virgilianisti antichi e tradizione indiretta. L. S. Olschki, Florenz 2001, ISBN 88-222-5010-9. – Rezension von James E. G. Zetzel, in: Bryn Mawr Classical Review 2002.02.09.
- Contributi di filologia greca e latina. Università degli studi, Florenz 2005, ISBN 88-89051-11-6.
- Osservazioni sugli stemmi bipartiti. A cura di Glenn W. Most, in: Belfagor 61, 2006, S. 452–465.

Schriften zur Aufklärung und italienischen Literatur des 19. Jahrhunderts
- Peyron. Parenti, Florenz 1943.
- La Filologia di Giacomo Leopardi. Le Monnier, Florenz, 1955; 3. Aufl. Laterza, Rom-Bari 1997.
- Classicismo e illuminismo nell' Ottocento italiano. Nistri-Lischi, Pisa 1965; 2. Aufl. 1969.
- Aspetti e figure della cultura ottocentesca. Nistri-Lischi, Pisa 1980.
- Nuovi studi sul nostro Ottocento. Nistri-Lischi, Pisa 1995.
- Sulla linguistica dell'Ottocento. Il mulino, Bologna 2005, ISBN 88-15-10775-4.

Schriften zum Materialismus und Sozialismus
- Sul Materialismo. Nistri-Lischi, Pisa 1970; 2. Aufl. 1975; 3. Aufl. (terza edizione riveduta e ampliata) Unicopli, Mailand 1997, ISBN 88-400-0436-X. – Rezension von Dario Del Puppo, in: Italica 76.1, 1999, S. 114–117, online.
  - Englische Übersetzung: On Materialism. Translated by Lawrence Garner. London 1975, 2. Aufl. 1979.
- Antileopardiani e neomoderati nella sinistra italiana. ETS, Pisa 1982.
- Il socialismo di Edmondo de Amicis: lettura del 'Primo Maggio'. Bertani, Verona 1984.
- Il Verde e il Rosso. Scritti militanti, 1966–2000. A cura di Luigi Cortesi. Odradek, Rom 2001 [postum], ISBN 88-86973-34-9.

Schriften zur Freudkritik
- Il lapsus freudiano: Psicoanalisi e critica testuale. La Nuova Italia, Florenz 1974.
  - Englische Übersetzung: The Freudian Slip: Psychoanalysis and Textual Criticism. Translated by Kate Soper. London 1976.
- La 'fobia romana' e altri scritti su Freud e Meringer. ETS, Pisa 1992 (Saggi di letteratura italiana, 16), ISBN 88-7741-623-3; Neuauflage: A cura di Alessandro Pagnini. ETS, Pisa 2006 (Philosophica, 27), ISBN 88-467-1494-6.
  - Deutsche Übersetzung des Titel-Aufsatzes: Freuds Rom-Phobie, in: Sinn und Form 60.3, 2008, S. 293–318.
  - Englische Übersetzung des Titel-Aufsatzes: Freud’s ‘Roman Phobia’, in: New Left Review I/147, September/October 1984, S. 4–31.

Herausgeberschaften
- (Hrsg., mit Giuseppe Pacella): Giacomo Leopardi, Scritti Filologici. Florenz 1969.
- (Hrsg.): Giorgio Pasquali, Preistoria della poesia romana. Con un saggio introduttivo di Sebastiano Timpanaro [S. 15–80]. Sansoni, Firenze 1981. – Rezension von: Henry David Jocelyn, in: The Classical Review, New Series 32.2, 1982, S. 151–154.
- (Hrsg., mit Fritz Bornmann und Giovanni Pascucci): Giorgio Pasquali, Scritti filologici. Olschki, Florenz 1986.
- (Hrsg.): Maria Timpanaro Cardini, Tra antichita classica e impegno civile. Pisa 2001.

Übersetzungen
- Paul Thiry d’Holbach, Il Buon Senso. Garzanti, Mailand 1985.
- Kurt Aland, Barbara Aland, Il testo del Nuovo Testamento. Traduzione di Sebastiano Timpanaro. Marietti, Genova 1987, ISBN 88-211-6772-0. – Übersetzung von: Der Text des Neuen Testaments. Einführung in die wissenschaftlichen Ausgaben sowie in Theorie und Praxis der modernen Textkritik (1982).
- Marco Tullio Cicerone, Della divinazione. Garzanti, Mailand 1988, 2. Aufl. 1991, 4. revidierte Aufl. 1998, 9. Aufl. 2012.

Rezensionen
- Von: Friedrich Schlegel, Studien zur Philosophie and Theologie: Eingeleitet und hrsg. von Ernst Behler und Ursula Struc-Oppenberg. In: Historiographia Linguistica 4, 3, 1977, S. 409 ff.
- Von: Franz Bopp, Analytical Comparison of the Sanskrit, Greek, Latin, and Teutonic Languages. In: Historiographia Linguistica 3, 2, 1976, S. 225 ff.

Miszellen
- Friedrich Schlegel and the Development of Comparative Linguistics in the 19th Century. In: Friedrich Schlegel, Über die Sprache und die Weisheit der Indier. Ein Beitrag zur Begründung der Altertumskunde. With an introductory article by Sebastiano Timpanaro. Translated from the Italian by J. Peter Maher. Prepared by E. F. K. Koerner. Benjamins, Amsterdam 1977 (Amsterdam studies in the theory and history of linguistic science, Vol. 1, Series 1, Amsterdam classics in linguistics, 1800–1925), ISBN 90-272-0872-7, S. xiff.

Briefwechsel
- Sebastiano Timpanaro, Giuseppe Ramires: Carteggio su Servio (1993–2000). Pisa, Edizioni ETS 2013 (Testi e studi di cultura classica, 58). – Rez. von James Zetzel, in: Bryn Mawr Classical Review 2014.04.41[6]
- Luca Baranelli (Hrsg.): Cesare Cases, Sebastiano Timpanaro, Un lapsus di Marx, Carteggio 1956–1990. Edizioni della Scuola Normale, Pisa 2005.
- Carlo Ginzburg, Sebastiano Timpanaro: Lettere intorno a Freud (1971–1995). In: Enrico Ghidetti, Alessandro Pagnini (Hrsg.), Sebastiano Timpanaro e la cultura del secondo Novecento. Rom 2005, S. 317–345.
- Sebastiano Timpanaro, Francesco Orlando: Carteggio su Freud (1971–1977). Scuola normale superiore, Pisa 2001, ISBN 88-7642-104-1.